# Берг-им-Драуталь
Берг-им-Драуталь (нем. Berg im Drautal) — коммуна (Gemeinde) в Австрии, в федеральной земле Каринтия. 
Входит в состав округа Шпитталь.  Население составляет 1369 человек (на 31 декабря 2005 года). Занимает площадь 54,27 км². Официальный код — 2 06 03.

## Политическая ситуация
Бургомистр коммуны — Фердинанд Хютер (АНП) по результатам выборов 2003 года.
Совет представителей коммуны (нем. Gemeinderat) состоит из 15 мест.
- АНП занимает 7 мест.
- СДПА занимает 5 мест.
- АПС занимает 2 места.
- Партия UBL занимает 1 место.